# Бушуев, Николай Владимирович
Николай Владимирович Бушуев (14 марта 1985, Ижевск) — российский хоккеист, нападающий.
Отец двух дочерей - Софьи, родившейся в 2009 году, и Агафьи, родившейся в 2013 году. В браке с Анастасией.

## Клубная карьера
Воспитанник ижевского хоккея. Первым тренером стал И. Кропотин. Также обучался в Тольятти, где и начал выступать за второй состав «Лады», тренеры — В. Чечель и В. Панин. После выступлений за «Ладу» на один сезон перебрался в самарский ЦСК ВВС, после чего вернулся в родной Ижевск.
В 2008 году пополнил состав екатеринбургского «Автомобилиста», закрепился в команде и на будущий сезон, дебютировал с командой в КХЛ. Продолжал выступать за «Автомобилист», вплоть до плей-офф 2011, где на его продолжение был арендован клубом СКА. Cыграл 6 матчей в регулярном чемпионате, где отметился двумя результативными передачами, в плей-офф провёл семь игр. После возвращения из аренды отыграл ещё один, целый сезон за «Автомобилист».
Летом 2012 года игроком заинтересовался московский «Спартак», с которым Бушуев заключил контракт до 2015 года. Летом 2013 года Бушуев в результате обмена на Александра Рязанцева перешёл в систему череповецкой «Северстали» с правом сохранения контракта до 2015 года. 9 января 2014 г. в матче с хабаровским «Амуром» получил травму глаза. После ряда неудачных операций был вынужден завершить карьеру.

## Личная жизнь
Закончил Удмуртский государственный университет. Женат. Жена — Анастасия, Дочь — Софья, родившаяся в 2009 году.

## Статистика
По состоянию на 4 декабря 2013 года
```

                                             Регулярный чемпионат               Плей-Офф

Сезон        Команда                  Лига    И   Г   ГП   О   Штр  +/-   И   Г   ГП   О   Штр  +/-
------------------------------------------------------------------------ ---------------------------
2002-03   Лада-2 (Тольятти)            РОС   53   6    5  11   24   +1    —   —    —   —    —    —
2003-04   Лада-2 (Тольятти)            РОС   63  19   14  33   52   +1    —   —    —   —    —    —
2004-05   ЦСК ВВС (Самара)             РОС   40   2    2   4   77   -5    —   —    —   —    —    —
2005-06   Ижсталь (Ижевск)             РОС   56   4    9  13  108   +4    —   —    —   —    —    —
2006-07   Ижсталь (Ижевск)             РОС   56  19   17  36  129   +8    11  1    2   3    8   +2
2007-08   Ижсталь (Ижевск)             РОС   39  19   11  30   42   -3    —   —    —   —    —    —
2008-09   Автомобилист (Екатеринбург)  РОС   51   9   11  20   32  +10    7   1    1   2    8   -1
2009-10   Автомобилист (Екатеринбург)  КХЛ   53  13    9  22   58   -3    4   0    1   1   29   -3
2010-11   Автомобилист (Екатеринбург)  КХЛ   22  10   12  22    8   +8    —   —    —   —    —    —
          СКА (Санкт-Петербург)        КХЛ   6    0    2   2    2   +3    7   0    1   1    8   +1
2011-12   Автомобилист (Екатеринбург)  КХЛ   54  15   14  29   42   +7    —   —    —   —    —    —
2012-13*  Спартак (Москва)             КХЛ   49  11    6  17   87    0    5   1    1   2    2    0
2013-14   Северсталь (Череповец)       КХЛ   28   9    8  17   16   +5
------------------------------------------------------------------------ ---------------------------
* - В плей-офф сезона 2012-13 - учитывается статистика Кубка Надежды

```